# Minestra
Il termine minestra indica una categoria di alimenti molto diversi tra loro, diffusi nei paesi mediterranei, a base asciutta (pasta, riso o altro) o liquida (in brodo), che rappresentano il primo, e a volte l'unico, piatto del pasto.
Nel corso dei pasti formali, viene servito dopo un antipasto. Nella normale alimentazione giornaliera in famiglia o al ristorante rappresenta spesso il primo piatto del pasto meridiano o serale.

## Etimologia
La parola "minestra" deriva da "minestrare", proveniente a sua volta dal latino ministrare ("versare nel piatto", "servire"), la cui derivazione è minister, indicante un servitore o un aiutante.

## Diffusione

### Francia
In Francia sono tradizionali i potage, un termine che viene talvolta riconosciuto nella lingua italiana come sinonimo di "minestra". Il potage prende il nome da pot (lett. "pentola") e ha come ingrediente base le verdure. Il termine viene usato anche per indicare, più genericamente, qualsiasi «preparazione liquida, limpida o legata, da consumare calda o fredda all'inizio del pasto».

### Italia
In Italia, dove è un alimento tipico , il termine indica i primi piatti (e spesso unico, in passato), che può essere a base liquida, come le zuppe e il brodo (minestra in brodo), o senza base liquida, come la pastasciutta e i risotti. Pertanto è possibile suddividere i vari tipi di minestre italiane in cinque categorie:
- brodi e zuppe
- pasta semplice o ripiena in brodo
- pasta semplice o ripiena asciutta
- risotti
- pasta al forno e timballi di pasta o altro